# Temnitzquell
Temnitzquell – gmina w Niemczech w kraju związkowym Brandenburgia, w powiecie Ostprignitz-Ruppin, wchodzi w skład urzędu Temnitz.